# Petrovo (Slowakije)
Petrovo is een Slowaakse gemeente in de regio Košice, en maakt deel uit van het district Rožňava.
Petrovo telt 104 inwoners.